# 集乳車

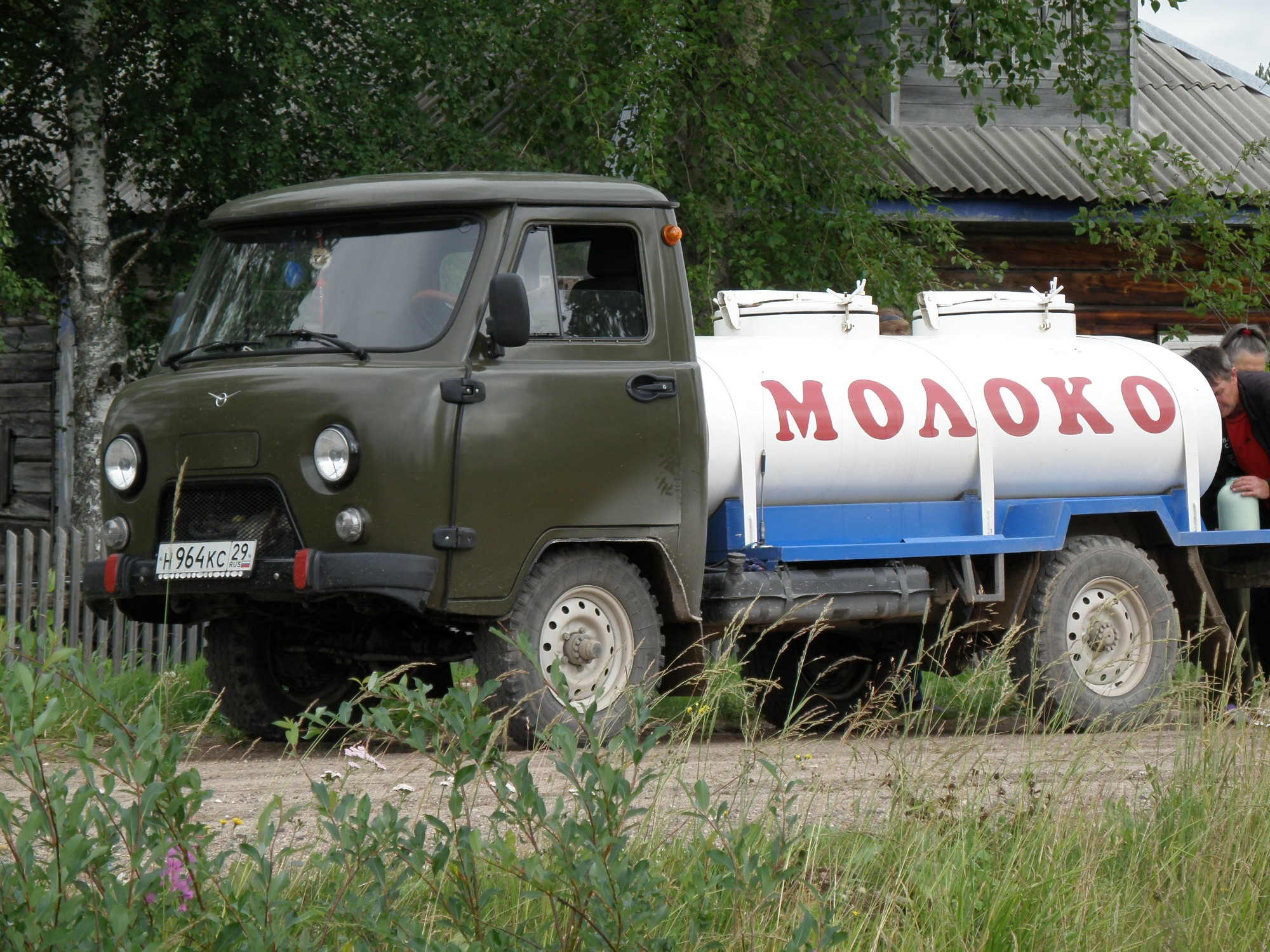
ロシアの集乳車

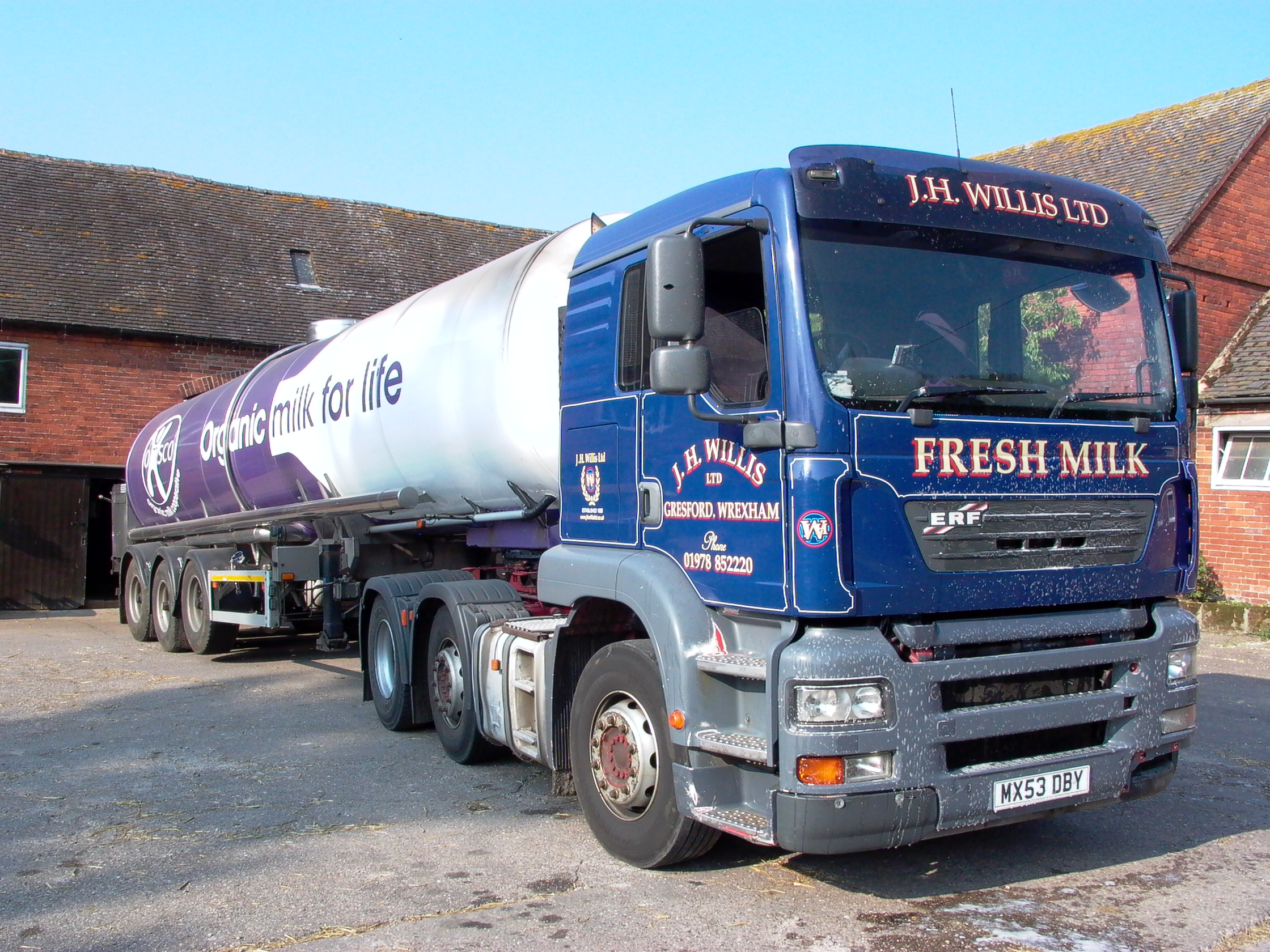
大型トレーラーを用いた集乳車

集乳車(しゅうにゅうしゃ)とは、酪農家で生産された牛乳を集め、クーラーステーションや牛乳工場へ運搬するための、貨物自動車且つ特種用途自動車である。タンクローリーの一種でもある。小規模で管理が難しい牛乳缶輸送を置き換えるために考案された。

## 概要
大型のタンクが架装されており、酪農家が所有するタンクへ接続するためのホース、牛乳を吸引するポンプ、品質を検査するため器具やサンプルを摂取する機器、各酪農家の乳量を計測する計量器が備わっている場合が多い。
一般的にポンプは自吸式で、集乳車のPTOから油圧を得て作動する。少数ではあるが、真空ポンプでタンク内を負圧にして牛乳を吸上げるものも存在する。
牛乳の品質を確認するためにアルコールを利用した品質チェックとサンプラーによる代表サンプルの摂取を行う場合が多い。計量器は機械式流量計、電磁流量計、質量流量計のいずれかが搭載され、各酪農家の乳量の計量を行う。近年は電磁流量計が搭載されることが多い。従来はバルククーラーの尺棒の読みによる計量が行われていた。
集乳車のタンクは衛生を保つためステンレスで製造され、タンク内の牛乳が接液する部分は研磨が行われている。また、牛乳の温度を低温維持するためタンク体は2重構造となっており、断熱材が充填されている。

## 洗浄
集乳車は一日の運搬作業終了後に必ず洗浄される。専用装置を利用した自動洗浄、人がタンク内に入りブラシで洗う手洗い洗浄がある。
自動洗浄はタンクに備わる洗浄ノズルと排出ノズルを洗浄装置のホースとつなぎ、洗浄装置からあらかじめ設定された温水および設定濃度の洗浄液をタンクへ送り、排出口から回収することでタンク内を洗浄する。
手洗い洗浄では人が清潔な長靴を履いてタンク内へ入り、ブラシと洗浄液で洗浄する。
一般的に自動洗浄は作業時間が短く、手洗い洗浄は水の使用量が少ない。

## 集乳車の傾向
近年は組合の統廃合および酪農家の大型化が進んでいるため、全国の集乳車の台数は減る傾向にあるが、その大型化が緩やかに進んでいる。